# Atasu
Atasu è una suddivisione dell'India, classificata come nagar panchayat, di 10.602 abitanti, situata nel distretto di Auraiya, nello stato federato dell'Uttar Pradesh. In base al numero di abitanti la città rientra nella classe IV (da 10.000 a 19.999 persone).

## Geografia fisica
La città è situata a 26° 36' 20 N e 79° 21' 14 E.

## Società

### Evoluzione demografica
Al censimento del 2001 la popolazione di Atasu assommava a 10.602 persone, delle quali 5.739 maschi e 4.863 femmine. I bambini di età inferiore o uguale ai sei anni assommavano a 1.773, dei quali 907 maschi e 866 femmine. Infine, coloro che erano in grado di saper almeno leggere e scrivere erano 7.035, dei quali 4.326 maschi e 2.709 femmine.